# Ilattia vexabilis
Ilattia vexabilis là một loài bướm đêm trong họ Noctuidae.